# FREEDOM (ANDY'Sの曲)
「FREEDOM」（フリーダム）は、日本テレビ系『とんねるずの生でダラダラいかせて!!』で結成された3人組バンド「ANDY'S」（アンディーズ）によるシングル。1997年7月23日にポニーキャニオンよりリリースされた。

## 制作
ANDY'Sのメンバーは、リーダーのANDY（石橋貴明〈とんねるず〉）、SHOW（定岡正二）、JOSE（デビット伊東）の3人。元々は、メンバーが「愛と自由とセーフティードライブのバイクチーム」と称し、各地でツーリングをする企画であった。その中でチームのテーマ曲を作りたいという展開になり、各メンバーが「佐野元春風」の歌詞を作成。石橋が作詞した「生殺のテーマ」をベースとし、メンバー3人の熱烈なラブコールにより佐野元春が音楽プロデューサーとして参加し、佐野による歌詞の手直しと作曲を経て本楽曲が完成した。
CDでの演奏には、佐野が当時結成したばかりのサポートバンドである『The International Hobo King Band』（メンバーは下記参照）が全面参加している。『とんねるずの生でダラダラいかせて!!』には佐野と共にこのバンドメンバーも出演していた。なお、この"Hobo King Band"名義でのCDリリースはこのシングルが初で、佐野元春本人の作品より先であった。

## ミュージック・ビデオ
PVの撮影はニューヨークで行われ、PVのメインシーンとCDジャケットは自由の女神像の前で撮影している。
PV撮影当時は楽器が弾けなかったため当て振りで撮影に挑んでいたが、大物アーティストのライブに飛び入り参加をするため、メンバーが実際に楽器を練習し、最終的には生バンドで演奏を行っていた。担当楽器は石橋がギター、定岡がベース、デビットがキーボード、途中で福澤“ジャストミート”朗（当時日本テレビアナウンサー）がドラムスに参加した。

## リリース
1997年2月14日に、ポニーキャニオンから発売された。
2020年1月22日に、サブスクリプションサービスで配信解禁された。

## チャート成績
オリコンチャート調べで、最高位10位を記録し、売上枚数12万枚を売り上げた。

## 収録曲
1. FREEDOM
  - 作詞：ANDY／SHOW／JOSE／MOTO、作曲・編曲：佐野元春
2. FREEDOM (BACKING TRACK)

## 参加ミュージシャン

### The International Hobo King Band
- ギター：佐橋佳幸
- ベース：井上富雄
- ドラムス：小田原豊
- キーボード：西本明
- キーボード・ギター：Dr.kyOn

## メディアでの使用
| # | 楽曲名      | タイアップ                                                                                       | 出典  |
| - | ----------- | ------------------------------------------------------------------------------------------------ | ----- |
| 1 | 「FREEDOM」 | NTV『とんねるずの生でダラダラいかせて!!』愛と自由とセーフティドライブのバイクチーム テーマソング | [ 4 ] |

## カバー
| アーティスト | 収録作品                                 | 発売日        | 規格品番  | 備考         |
| FREEDOM      | FREEDOM                                  | FREEDOM       | FREEDOM   | FREEDOM      |
| ------------ | ---------------------------------------- | ------------- | --------- | ------------ |
| 佐野元春     | 『ヤング・フォーエバー -Young Forever-』 | 1997年11月1日 | ESDB-3791 | セルフカバー |